# Sports Car Spor Oto Tasarım ve İmalat
Sports Car Spor Oto Tasarım ve İmalat Limited Şirketi ist ein türkisches Unternehmen im Bereich Automobile und ehemaliger Automobilhersteller. Englische Quellen verwenden auch die Firmierung Sports Car Ltd.

## Unternehmensgeschichte
Das Unternehmen aus Istanbul wurde am 29. September 1993 gegründet. 1999 begann die Produktion von Automobilen und Kit Cars. Eine Quelle gibt davon abweichend das Jahr 1992 an. Der Markenname lautete Maral. 2005 oder 2007 endete die Automobilproduktion.

## Fahrzeuge
Das Unternehmen stellte überwiegend Nachbildungen des Morgan 4/4 der englischen Morgan Motor Company her. Ein Vierzylindermotor vom Fiat Regata trieb die Fahrzeuge an. Auch Ford-Motoren standen zur Wahl. Überliefert sind die Ausführungen Mk I,  Mk II und Mk IV.  Die Karosserie bestand aus Kunststoff.
Daneben gab es den Nily Road Racer.
Der Scorpio war optisch eigenständig. Der offene Roadster bot Platz für zwei Personen.